# Кам'янецьке
Кам'яне́цьке — село в Україні, у Тростянецькій міській громаді Охтирського району Сумської області. Населення становить 284 осіб. Колишній орган місцевого самоврядування — Кам'янська сільська рада.
Після ліквідації Тростянецького району 19 липня 2020 року село увійшло до Охтирського району.

## Географія
Село Кам'янецьке знаходиться на правому березі річки Ворсклиця, яка через 4 км впадає в річку Ворскла, вище за течією на відстані 1,5 км розташоване село Березівка (Великописарівський район), на протилежному березі — село Катанське (Великописарівський район). Річка в цьому місці звивиста, утворює лимани і заболочені озера. Місцевість навколо села сильно заболочена.

## Історія
За даними на 1864 рік у казеному селі Кириківської волості Охтирського повіту Харківської губернії мешкала 783 особи (381 чоловічої статі та 402 — жіночої), налічувалось 120 дворових господарств, існувала православна церква.
Станом на 1914 рік кількість мешканців села зросла до 1476 осіб.
Село постраждало внаслідок геноциду українського народу, проведеного урядом СССР в 1932—1933 роках.

## Відомі люди
- Реус Валентин Миколайович (1940—2014) — український співак (бас), лавреат Шевченківської премії (1985), народний артист УРСР (1987).